# 宏善寺 (町田市)
宏善寺（こうぜんじ）は、東京都町田市本町田にある日蓮宗の寺院。山号は久住山、院号は善立院。旧本山は身延山久遠寺、池上芳師法縁。現住職は磯野祥柔（海龍院日恕上人）。

## 歴史
日蓮が鎌倉から佐渡へ配流された文永8年（1271年）、井出の沢にあった真言宗の小庵を日蓮宗に改め創建したと伝わる。近隣の養運寺などと、たびたび戦火で焼亡失したが、慶安2年（1649年）に江戸幕府より寺領7石の御朱印状を拝領し、伽藍が整備された。

## 伽藍
- 本堂 - 室町時代様式を模した鉄骨鉄筋コンクリート造建築。昭和42年（1967年）落慶。
- 客殿 - 木造建築。
- 庫裡 - 木造2階建。
- 日朝堂 - 間口3間、奥行4間。日朝（戦国時代に身延山久遠寺を再興した高僧で、眼病平癒のご利益があるという）と七面天女を合祀する。建築年代未詳。
- 鐘楼 - 大正4年（1915年）建立。2間四方木造欅造り瓦葺。
  - 梵鐘 - 貞享元年（1684年）鋳造の前鐘[2]を昭和20年（1945年）供出し、昭和28年（1953年）再鋳。作者は天野佐一郎。
- 仁王門 - 明治18年（1885年）再建。入母屋木造瓦葺総欅建築。
  - 金剛力士像 - 江戸時代中期製作と伝わる。仁王門に安置。
- 総門 - 昭和47年（1972年）再建。正面2間、両袖各1間、奥行2間の素木造。

## 参考資料
- 日蓮宗寺院大鑑編集委員会『宗祖第七百遠忌記念出版 日蓮宗寺院大鑑』大本山池上本門寺 (1981年)
- 「町田市史」
- 「本町田村 宏善寺」『新編武蔵風土記稿』 巻ノ90多磨郡ノ2、内務省地理局、1884年6月。NDLJP:763988/44。